# Klaus Dransfeld
Klaus Dransfeld-Calderón (* 12. August 1926 in Berlin; † 26. April 2024) war ein deutscher Experimentalphysiker.

## Leben und Werk
Dransfeld wuchs in Köln auf und studierte (nach sowjetischer Kriegsgefangenschaft bis 1945) an der Universität Köln Physik, Mathematik und Chemie. 1952 promovierte er bei Clemens Schaefer an der Universität Köln (über die Bestimmung der photoelektrischen Konstanten in optischen Gläsern mittels eines dynamischen Verfahrens). Danach war er Assistent in Köln und 1955/6 als Post-Doc am Clarendon Laboratorium an der Universität Oxford, 1957 bis 1960 war er an den Bell Laboratories in Murray Hill in New Jersey, wo er sich mit Ultraschall beschäftigte.
1959 war Dransfeld ein halbes Jahr an der Katholischen Universität von Rio de Janeiro und 1960 als Associate Professor an die University of California, Berkeley. Er wurde 1965 Professor an der TU München und war danach ab 1973 vier Jahre Direktor am neu gegründeten deutsch-französischen Hochfeldmagnetlabor in Grenoble (von deutscher Seite von der Max-Planck-Gesellschaft betrieben, von französischer vom CNRS). Anschließend war er ab 1977 Direktor am Max-Planck-Institut für Festkörperforschung in Stuttgart. Ab 1982 war er Professor an der Universität Konstanz, wo er schon ab 1975 Honorarprofessor war. Von 1984 bis 1990 war er Sprecher des Sonderforschungsbereichs „Mikroskopische und strukturbedingte Prozesse der atomaren und molekularen Bewegung“. 1994 wurde er emeritiert.
Dransfeld ist für seine Arbeiten zum Ultraschall bei sehr hohen Frequenzen bekannt, insbesondere zur Verwendung für die Mikroskopie mit Ultraschallwellen („Hyperschall-Mikroskopie“). In der Festkörperphysik gelang es seiner Grenobler Arbeitsgruppe, biologische Makromoleküle (z. B. DNA) mit starken Magnetfeldern sehr effektiv auszurichten. Ein weiterer Schwerpunkt seiner Gruppe war die Erforschung des anomalen Verhaltens aller Gläser bei tiefen Temperaturen. Auch das Verhalten von Halbleitern in starken Magnetfeldern wurde am Hochfeldlabor in Grenoble untersucht. Auf diesem Gebiet gelang Klaus von Klitzing um 1979 seine Entdeckung des Quanten-Hall-Effekts. Daneben schrieb Dransfeld auch zwei Lehrbücher der Experimentalphysik und der Elektrodynamik mit Paul Kienle und anderen, zuerst 1974 erschienen.
1989 erhielt er den deutsch-französischen Gentner-Kastler-Preis („Für seine grundlegenden Arbeiten zur Erzeugung von Hyperschallwellen und deren Anwendung zur Untersuchung von Festkörpern und Quantenflüssigkeiten“). Er war Ehrendoktor der Universitäten von Grenoble (1993) und Augsburg (1996) sowie Honorarprofessor der Tongji-Universität (Shanghai 1989) und der Nanking Universität (1989). Ab 1988 war Dransfeld Mitglied der Heidelberger Akademie der Wissenschaften und ab 1994 der Leopoldina. Klaus Dransfeld war von 1976 bis 1979 Vorsitzender des Fachausschusses Physik der Deutschen Forschungsgemeinschaft.

## Schriften
- Mit Paul Kienle und Georg Michael Kalvius: Physik I – Mechanik und Wärme, Oldenbourg Wissenschaftsverlag, 10., überarb. Auflage 2006 (davor Bd. 1 als „Newtonsche und relativistische Mechanik“, ISBN 978-3-486-57810-2)
- Mit Paul Kienle: Physik II – Elektrodynamik und spezielle Relativitätstheorie, Oldenbourg Wissenschaftsverlag, 7. Auflage 2008 (davor Bd. 2 als „Elektrodynamik“), ISBN 978-3-486-58598-8